# نخجیر ۱

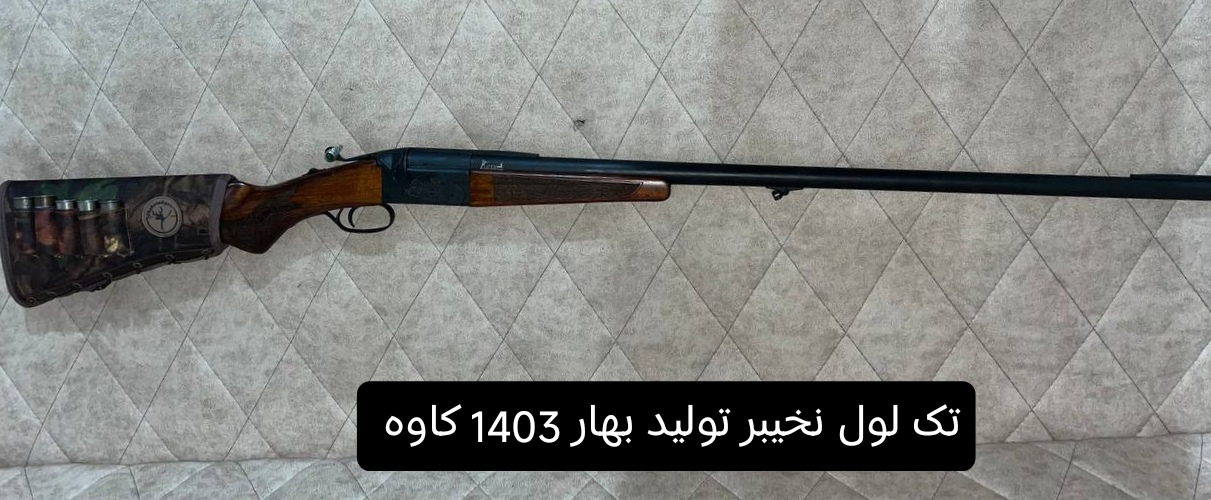
Shotgun Nakhgir 1 Maid Iran

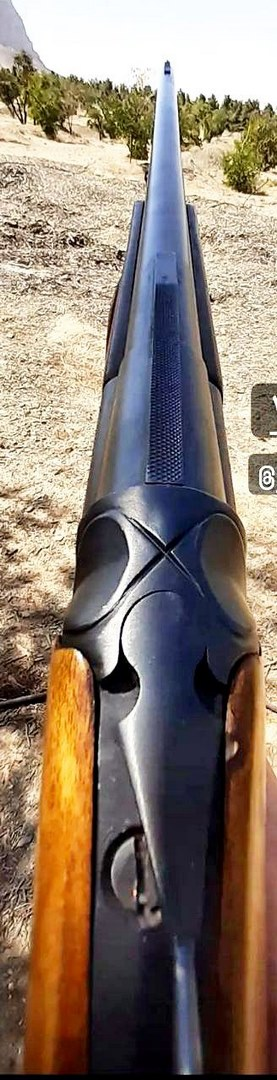
تکلول نخجیر سری دوم یا نیم تسمه

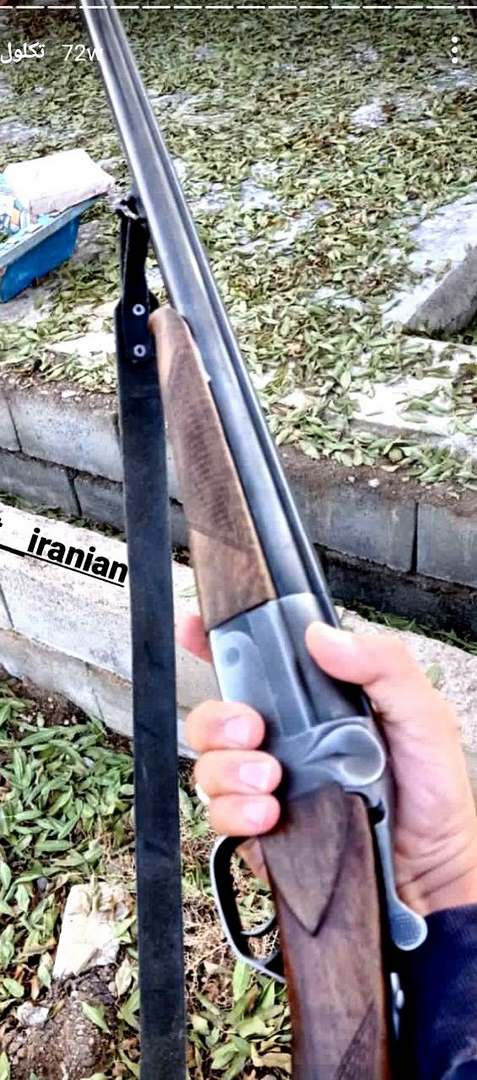
تکلول نخجیر مدل تمام تسمه یا سری اول

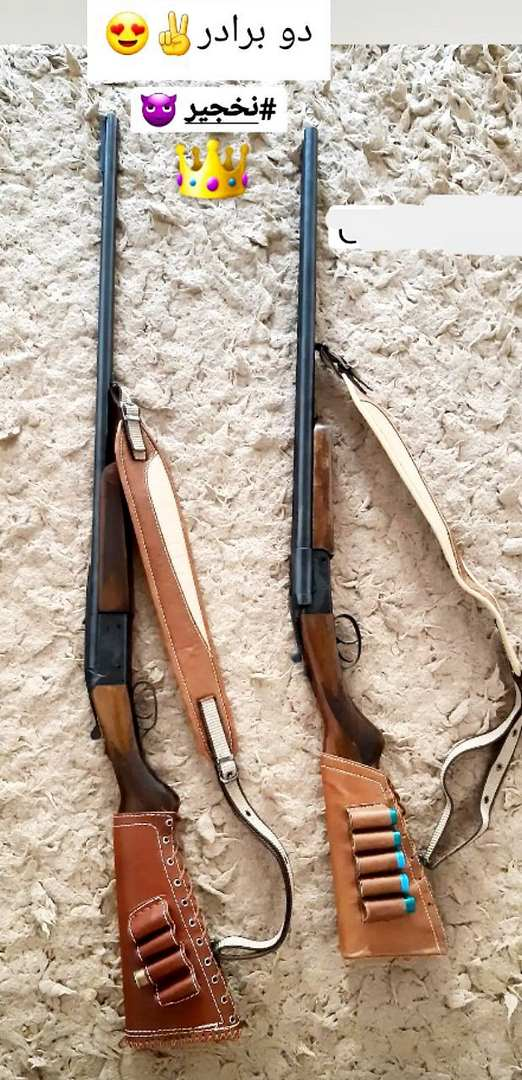
دو سلاح نخجیریک (تکلول) و نخجیر دو (دولول) در کنار هم معروف به دو برادر

یک سلاح شکاری جهت شکار پرندگان می باشد. و دارای قنداق و بچه قنداق از چوب گردو و پاشنه قنداق ساخته شده از پلی آمید می باشد.
لوله سلاح به صورت فول  چوک و به منظور شلیک به اهداف دور ساخته شده و نیز به جهت بالا بردن عمر لوله سلاح؛ سطح داخلی آن با استفاده از تکنولوژی پیشرفته کرم سخت شده است.

نقد و بررسی :
نخجیر یک یا تکلول نخجیر سلاحی پرطرفدار ، با کیفیت و کارآمد می باشد که همواره جایگاه خود را بین شکارچیان و دوست داران اسلحه های شکاری حفظ کرده است.این سلاح که در اصلاح بین شکارچیان برادر نخجیر دو است کیفیت عمومی قابل قبولی دارد. 
تک لول نخجیر در سه مدل تولید شده است. سری اول که به تمام تسمه معروف است. به طوری که روی لول یک تسمه به صورت سرتاسر قرار گرفته.سری دوم که به نیم تسمه معروف است که تسمه فقط در قسمت ده سانت انتهایی سر لول و ده سانت ابتدایی بعد از کٌپ وجود دارد . سری سوم که به بی تسمه معروف است و هیچگونه تسمه ای روی سلاح بکار نرفته است. سری سوم یا بی تسمه از دو مدل دیگر سبک تر و بی ایراد تر است چراکه شرکت تولید کننده ایراد های سری اول و دوم را در این اسلحه رفع کرده است . اگرچه بین شکارچیان این اعتقاد وجود داد که تک لول های تمام تسمه با کیفیت تر و بهتر هستند . 
تکلول نخجیر کوسه یا توزن است و بعد از هر بار شکستن لول ، اسلحه خود به خود مسلح شده و برای شلیک بعدی آماده است. این سلاح با توجه به کیفیت بالای لول بسیار مناسب شلیک فشنگ های چهارپاره نیز هست.
مزایا :
سبک 
قیمت مناسب 
لول کٌرٌم گاری شده و سخت 
لول بلند و دورزن 
کوسه (توزن)

معایب :

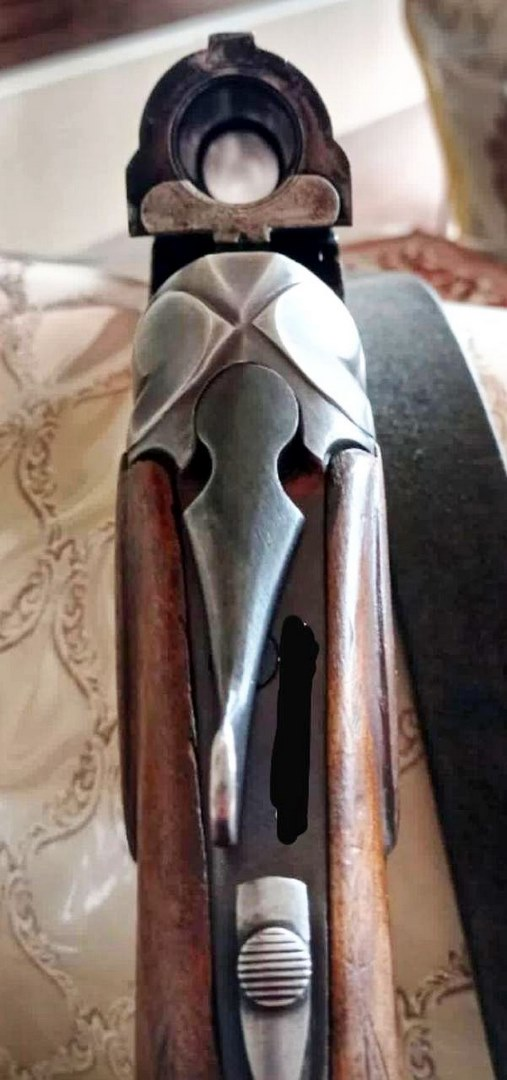
تکلول نخجیر در حالت کمر شکسته برای فشنگ گذاری

گیر کردن سوزن به چاشنی بعد از شلیک و در نتیجه عدم شکستن راحت اسلحه
طراحی غیرارگانیک قنداق 
عدم وجود سیستم پوکه پران

## مشخصات عمومی

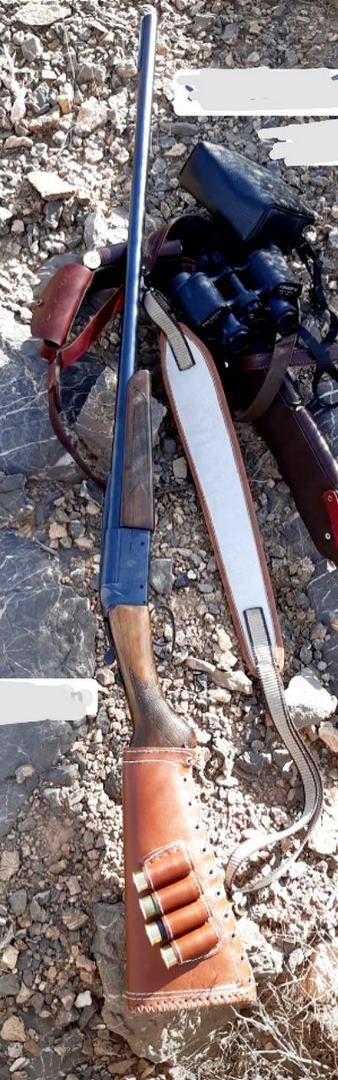
تکلول نخجیر مدل نیم تسمه یا سری دوم

- کالیبر: ۱۲
- طول سلاح: ۱۲۵۰ میلیمتر
- طول لوله: ۸۱۰ میلیمتر
- تکلول نخجیر مدل نیم تسمه یا سری دوموزن: ۳ کیلوگرم